# 20 gobitar 2005
20 gobitar 2005 släpptes den 29 oktober 2004 och är ett samlingsalbum av det svenska dansbandet Matz Bladhs. Det placerade sig som högst på 33:e plats på den svenska albumlistan. Albumet producerades och arrangerades av Anders Engberg. 

## Låtlista
1. Mjölnarens Iréne
2. Ett litet ljus
3. Lite blyg
4. Vindens melodi
5. Ljus och värme (Lys og varme)
6. Vid Silverforsens strand
7. Emma
8. Lika ung i hjärtat än
9. Señorita
10. Älska glömma och förlåta
11. En kvinna ser tillbaka
12. Den röda stugan
13. Varje morgon är en gåva
14. Tre små ord
15. Bonnie Bee
16. Natten tänder sina ljus
17. Kärlek ger dig nya vingar
18. Med någon annan än dig
19. Tårar från himlen
20. Om du vore här

## Listplaceringar
| Lista (2004-2005) | Topplacering |
| ----------------- | ------------ |
| Sverige           | 33           |